# Токтогульська ГЕС
Токтогульська ГЕС — ГЕС на річці Нарин в Киргизстані. Гребля утворює Токтогульське водосховище, найбільше водосховище в Середній Азії. Входить до Нарин-Сирдар'їнського каскаду ГЕС.
Названа на честь Токтогул Сатилганов.
Розташована в горах Центрального Тянь-Шаню на виході річки Нарин з Кетмень-Тюбинської долини.

## Загальні відомості
Конструктивно станція є високонапірною гідроелектростанцією з гравітаційною бетонною греблею і пригребельною будівлею ГЕС. Розташована у вузькій гірській ущелині. Проєктна встановлена потужність ГЕС — 1260 МВт./
Водосховище станції — найбільше в Середній Азії, має такі розміри: довжина — 65 км, площа дзеркала — 284,3 км ², максимальна глибина — 120 м. Повна ємність Токтогульского водосховища становить 19,5 км³, корисна — 14 км³.
Місто Кара-Куль, розташоване на південь від греблі (нижче за течією від її греблі) є домівкою для персоналу ГЕС. Місто Токтогул розташоване на північ від греблі.
ГЕС спроєктована інститутом «Гідропроект».